# Kimstaczewo
Kimstaczewo – obecnie część wsi Szylki na Białorusi, w obwodzie witebskim, w rejonie dokszyckim, w sielsowiecie Wołkołata.

## Historia
W czasach zaborów wieś rządowa w gminie Wołkołata, w powiecie wilejskim, w guberni wileńskiej Imperium Rosyjskiego.
W dwudziestoleciu międzywojennym wieś leżała w Polsce, w województwie wileńskim, w powiecie duniłowickim, od 1926 w powiecie postawskim, w gminie Wołkołata.
Według Powszechnego Spisu Ludności z 1921 roku zamieszkiwało tu 77 osób, 76 było wyznania rzymskokatolickiego a 1 prawosławnego. Jednocześnie 9 mieszkańców zadeklarowało polską przynależność narodową, 68 białoruską. Było tu 12 budynków mieszkalnych. W 1931 w 14 domach zamieszkiwało 61 osób.
Wierni należeli do parafii rzymskokatolickiej w Wołkołacie. Miejscowość podlegała pod Sąd Grodzki w Duniłowiczach i Okręgowy w Wilnie; właściwy urząd pocztowy mieścił się w Wołkołacie.
W 1938 roku miejscowość należała do gromady Wiszniowce gminy Wołkołata.
Po agresji ZSRR na Polskę w 1939 roku wieś znalazła się w granicach BSRR. W latach 1941–1944 była pod okupacją niemiecką. Od 1945 leżała w BSRR. Od 1991 roku w Republice Białorusi.